# Gilles Kepel

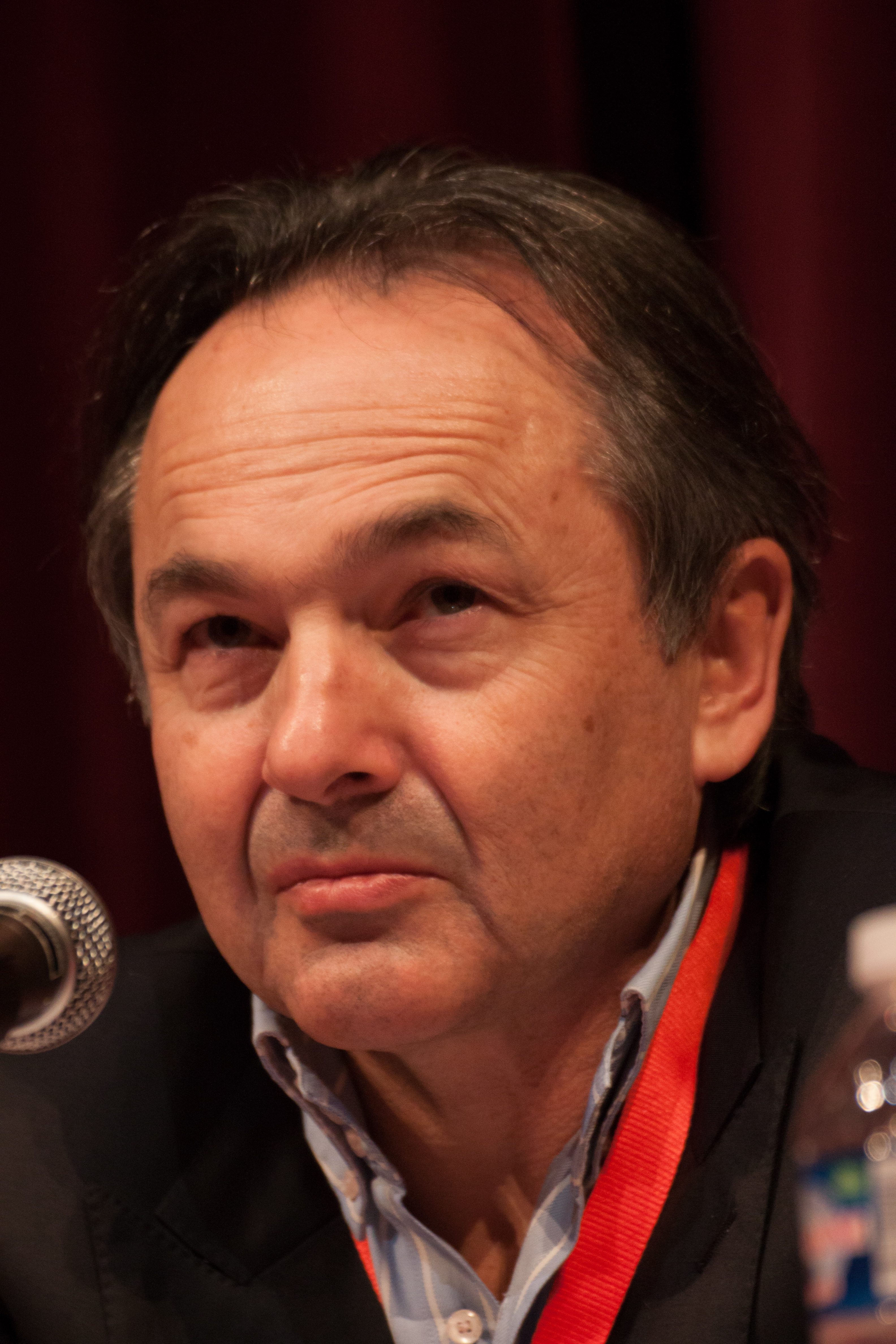
Gilles Kepel

Gilles Kepel (ur. 30 czerwca 1955)  – francuski politolog, arabista, orientalista.

## Życiorys
Studiował socjologię, anglistykę, arabistykę. Doktorat z nauk społecznych oraz z politologii. Wykładał jako visiting profesor w New York University w 1994, w latach 1995-1996 na Columbia University. Jest profesorem w Institut d’études politiques w Paryżu. Jest z czołowych ekspertów z zakresu politycznego islamu i islamizmu radykalnego. Zajmuje się też ruchami ekstremistycznymi w innych religiach. Stały współpracownik  "Le Monde",  "The New York Times", "La Repubblica", "El Pais".

## Wybrane publikacje
- Le Prophète et Pharaon. Les mouvements islamistes dans l'Égypte contemporaine, La Découverte, Paris, 1984; rééd. coll. « Folio histoire », Gallimard, Paris, 2012
- Les Banlieues de l'islam. Naissance d'une religion en France, Seuil, Paris, 1987.
- La Revanche de Dieu. Chrétiens, juifs et musulmans à la reconquête du monde, Seuil, Paris, 1991; réed. augmentée coll. Points, Seuil, 2003. (wyd. pol. Zemsta Boga. Religijna rekonkwista świata, Wydawnictwo Krytyki Politycznej, Warszawa 2010)[1]
- À l'ouest d'Allah, Seuil, Paris, 1994; rééd. coll. « Points », Seuil, 1995.
- Jihad. Expansion et déclin de l'islamisme, Gallimard, Paris, 2000; 2e édition refondue et mise à jour, coll. Folio actuel, Gallimard, 2003.
- Chronique d'une guerre d'Orient, Gallimard, Paris, 2002.
- Fitna. Guerre au cœur de l'islam, Gallimard, Paris, 2004; rééd. coll. « Folio actuel Gallimard, 2007.
- Terreur et martyre. Relever le défi de civilisation, Flammarion, Paris, 2008; rééd. coll. Champs actuel, Flammarion, 2009.
- Banlieue de la République. Société, politique et religion à Clichy-sous-Bois et Montfermeil, Gallimard, Paris, 2012.
- Quatre-vingt-treize, Gallimard, Paris, 2012.
- Passion arabe, Gallimard, Paris, 2013.
- Passion française. La voix des cités, Gallimard, Paris, 2014.
- Passion en Kabylie, Gallimard, collection Témoins, 2014.
- Qui est Daech?, avec Edgar Morin, Régis Debray, Michel Onfray, Olivier Weber, Jean-Christophe Rufin et Tahar Ben Jelloun, Philippe Rey, 2015.
- Terreur dans l'Hexagone, Genèse du djihad français, Gallimard, Paris, 2015.

## Publikacje w języku polskim
- Święta wojna: ekspansja i upadek fundamentalizmu muzułmańskiego, przeł. Katarzyna Pachniak, Warszawa: "Dialog" 2003.
- Fitna: wojna w sercu islamu, przeł. Katarzyna Pachniak, Warszawa: Wydawnictwo Akademickie Dialog 2006.
- Zbawić Amerykę, tł. Agnieszka Adamczak, "Krytyka Polityczna", nr 15 (2008), s. 248-254.
- Zemsta Boga: religijna rekonkwista świata, przeł. Agnieszka Adamczak, wstęp Cezary Michalski, posłowie Agata Bielik-Robson, Warszawa: Wydawnictwo Krytyki Politycznej 2010.
- Zdejmowanie arabskiej klątwy, oprac. Ewa Serzysko, Karolina Wigura, "Gazeta Wyborcza" 2011, nr 59, s. 20-21.
- Arabska droga cierniowa: dziennik 2011-2013, przeł. Andrzej Szeptycki, Katarzyna Pachniak, Warszawa: Wydawnictwo Akademickie Dialog 2014.